# 1,4,7,10-四氮杂环十二烷

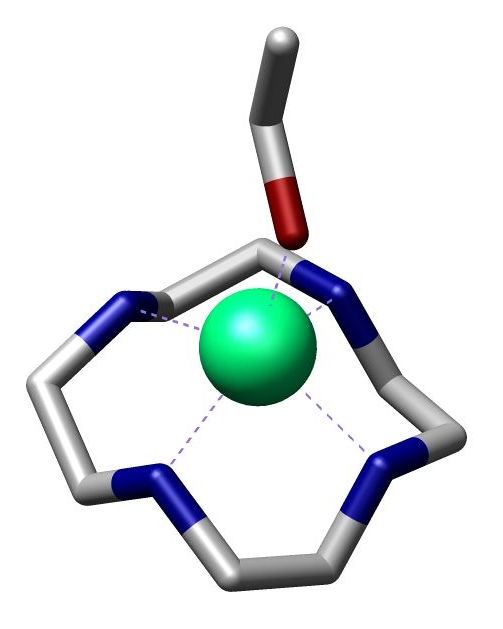
四氮杂环十二烷与乙醇和Zn^{2+}的配合物的晶体结构。

1,4,7,10-四氮杂环十二烷是一种氮杂冠醚，化学式为(CH2CH2NH)4，它是白色固体。

## 合成
1,4,7,10-四氮杂环十二烷可以通过两步的亲核取代反应制得。该反应需要很稀的反应物浓度，否则会聚合为长链化合物而非环状化合物。反应结束后，Ts基团可由硫酸脱去。
另一种方法是以三乙烯四胺和二硫代草酰胺为原料反应，经DIBAL还原、扩环，得到产物。

## 拓展阅读
- Suchý, M.; Hudson, R. H. E. . Eur. J. Org. Chem.（英语：Eur. J. Org. Chem.）. 2008, 2008 (29): 4847–4865. doi:10.1002/ejoc.200800636.